# Кисель-Загорянский, Николай Николаевич
Николай Никола́евич Кисель-Загорянский (11 марта 1871 — январь 1953, Стамбул) — рязанский губернатор (1915—1917), действительный статский советник в звании камергера, председатель Губернского комитета по делам мелкого кредита.

## Биография
Последний рязанский губернатор родился 11 марта 1871 года в дворянской семье, ведущей свою родословную от польско-украинского дворянского рода Киселей.
В 1894 году, после окончания юридического факультета Московского университета, Николай Николаевич стал кандидатом на судебные должности при Московской судебной палате. В 1896 году перешел в ведомство Министерства внутренних дел и назначен земским начальником в Богородский уезд, с которым были связаны последующие восемнадцать лет его службы. Через год он был произведен в титулярные советники, в 1899 году — в коллежские асессоры, в 1907 году — в коллежские советники. За время службы в Богородске был награждён в 1900 году орденом Святой Анны III степени, в 1903 году — орденом Святого Станислава II степени, в 1906 году — Святой Анны II степени, в 1907 году — Святого Владимира IV степени. В 1906 году Николай Николаевич стал земским гласным Московского губернского земства, в 1908, 1911 и 1914 годах его избирали уездным предводителем дворянства, в 1909, 1912 и 1914 годах — председателем уездной земской управы, в 1911 и 1914 годах — почетным мировым судьей Богородицкого уезда. Кроме этого, с 1910 года он являлся председателем Московского губернского санитарного совета и уездного отделения Общества попечительства о тюрьмах.
Деятель из подмосковного уезда, твёрдо стоящий на правых позициях, был замечен непосредственным окружением императора. В январе 1910 года он получил придворное звание камер-юнкера, в декабре 1912 года — камергера, в январе 1914 года произведен в действительные статские советники, а в феврале стал тверским вице-губернатором.

### Губернаторство
Полгода спустя, 28 июля 1914 года, уже после объявления войны со стороны Германии и Австро-Венгрии, Николай Николаевич назначается на должность рязанского губернатора. К новому месту службы он прибыл в субботу 2 августа, в разгар мобилизации русской армии.
За годы губернаторства Н. Н. Кисель-Загорянского в губернском городе 23 марта 1915 года был открыт городской художественно-исторический музей имени И. П. Пожалостина, а 1 декабря 1915 года — первый в России женский учительский институт.
Событием чрезвычайной важности для губернских властей стало посещение Рязани 8 декабря 1914 года императором Николаем II и императрицей Александрой Фёдоровной, которых сопровождали дочери Ольга и Татьяна.
За отличный порядок во время пребывания монарха в Рязани 8 декабря 1914 года Н. Н. Кисель-Загорянский получил высочайшую благодарность. Помимо медали на ленте ордена Белого Орла за труды по проведению всеобщей мобилизации, которой награждались все участвующие в этом гражданские чиновники, в апреле 1914 года Николай Николаевич был награждён орденом святого Владимира III степени, а в ноябре 1916 года орденом Святого Станислава I степени. Кроме этого, ему были пожалованы жетоны от Комитета под председательством великой княгини Елизаветы Фёдоровны за оказание помощи семьям лиц, призванных на войну, и от Комитета для оказания временной помощи пострадавшим от военных действий под председательством Великой княгини Татьяны Николаевны. Последним свидетельством внимания со стороны императорской фамилии для Н. Н. Кисель-Загорянского стал пожалованный ему 27 декабря 1916 года знак в память пятидесятилетия со дня принятия Её Императорским Величеством императрицей Марией Фёдоровной непосредственного участия в делах ведомства учреждений императрицы Марии.

### События 1917 года
Телеграмма о событиях в Петрограде пришла в Рязань 28 февраля (13 марта) 1917 года, но до 2 марта губернатор запретил её оглашать. Когда 2 марта в городе были получены московские газеты, он провел совещание с вице-губернатором С. С. Давыдовым, председателем губернской земской управы Г. Ф. Мусоргским и городским головой И. А. Антоновым, на котором обсуждались меры по поддержанию порядка. Вечером этого же дня Кисель-Загорянский встретился с председателями уездных земских управ, которые находились в губернском городе в связи с губернским совещанием по продовольственному вопросу. После этого земским начальникам был разослан циркуляр о поддержании порядка, согласно которому предлагалось действовать осторожно и консультироваться с земскими и общественными деятелями. На час дня 3 марта губернатор назначил экстренный созыв городской Думы, где предполагал присутствовать лично.
В восемь часов вечера избранный начальник гарнизона арестовал губернатора и вице-губернатора, были арестованы также деятели монархических организаций. Уже находясь под стражей, 4 марта Кисель-Загорянский передал телеграмму в столицу, в Таврический дворец, министру внутренних дел с сообщением об этих событиях. 6 марта из Петрограда в Рязань пришла телеграмма от министра-председателя Временного правительства князя Львова о «временном» отстранении губернатора и вице-губернатора от должности.
Бывший губернатор 18 марта все еще находился под арестом и телеграммой просил Министерство внутренних дел освободить его из-под стражи в связи с болезнью жены, которая нуждалась в лечении в южном климате. Исполком общественных организаций 23 марта принял решение об освобождении помещения, занимаемого семьёй губернатора, для передачи общественным организациям.
Последний рязанский губернатор скончался в Стамбуле в начале 1953 года.